# Zonguldak (provincie)
Zonguldak is een provincie in Turkije. De provincie is 3470 km² groot en heeft 597.524 inwoners (2016). De hoofdstad is het gelijknamige Zonguldak.

## Bestuurlijke indeling
De provincie bevat 8 districten, 25 gemeenten en 380 dorpen.

## Galerij

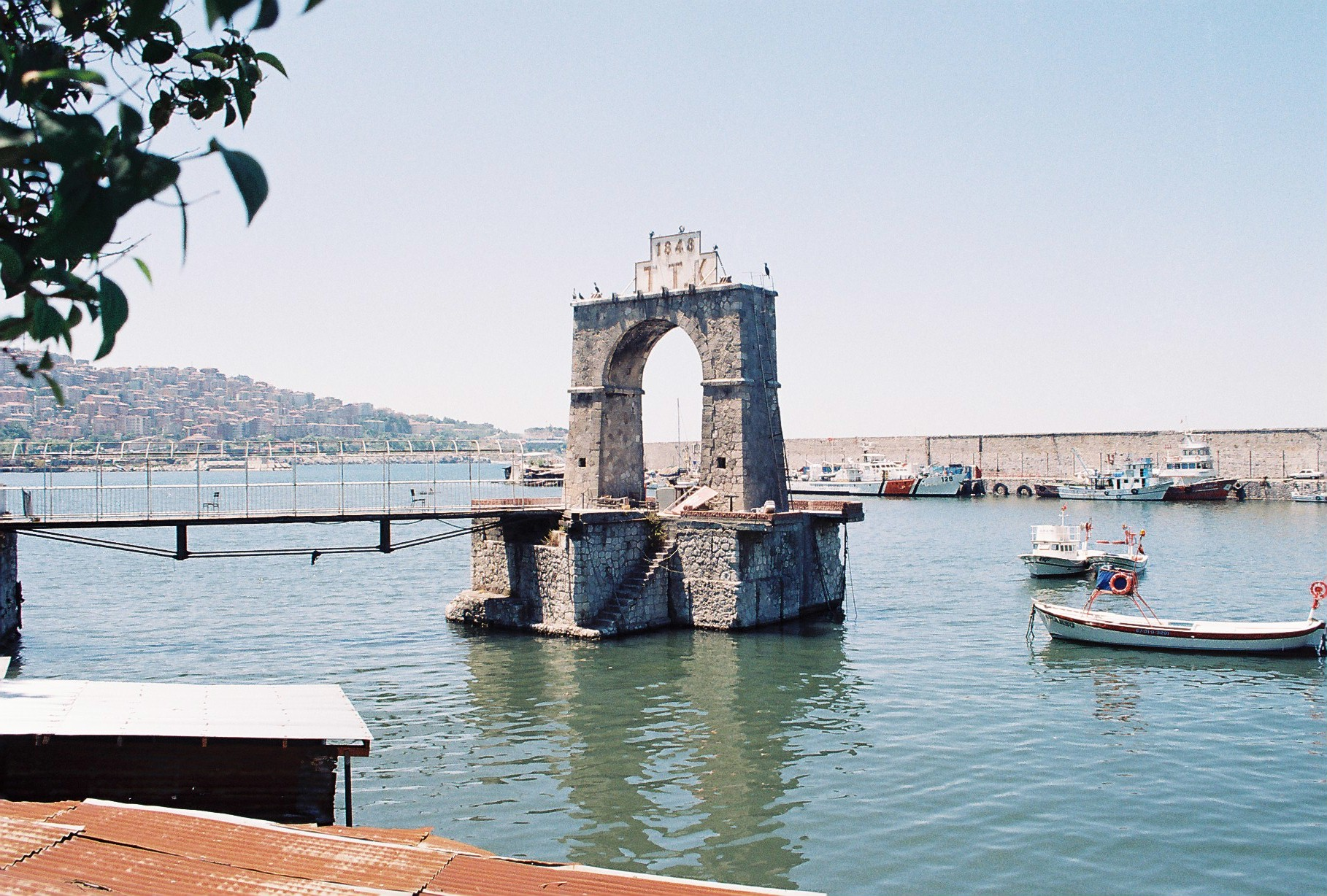
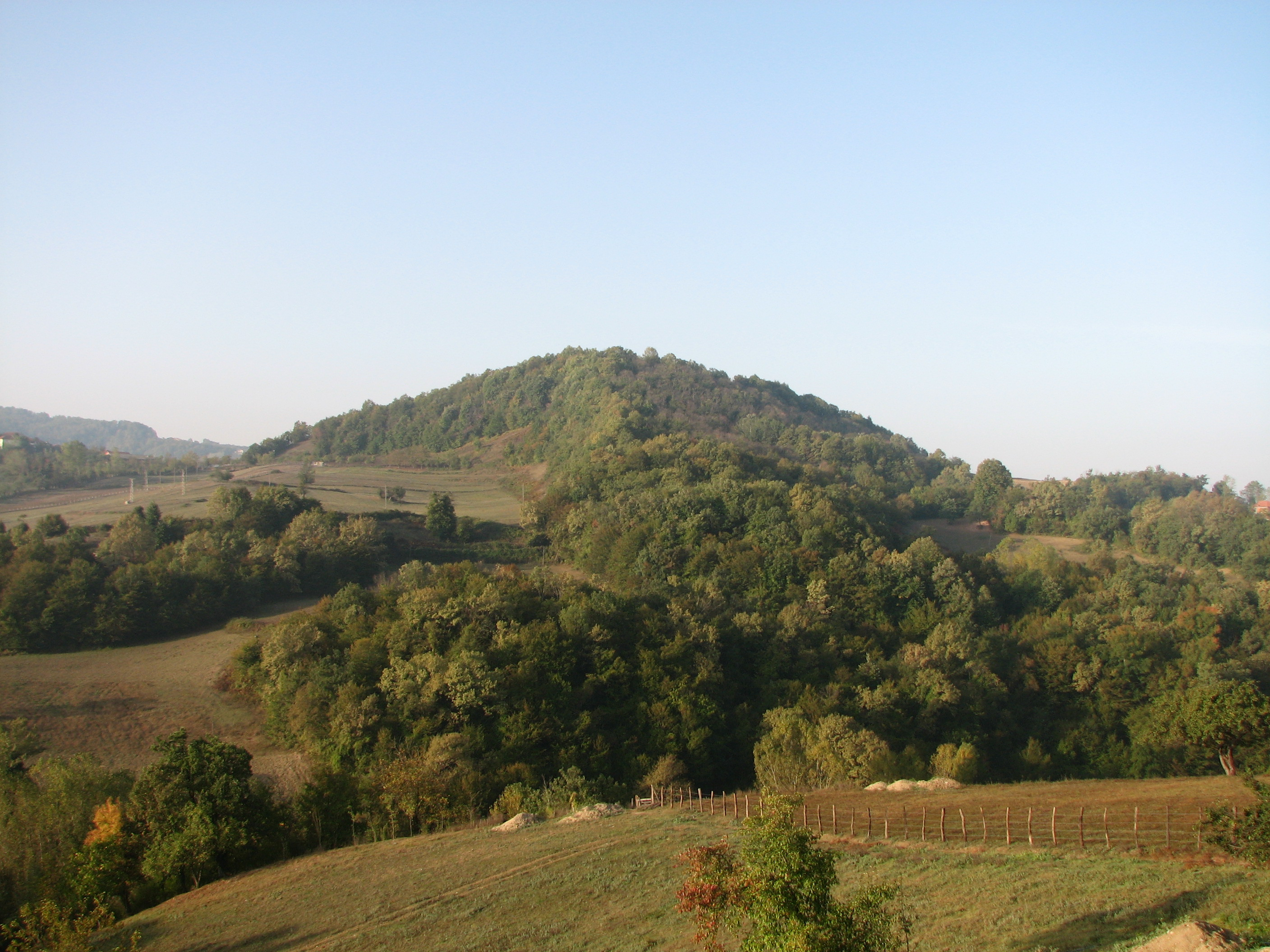
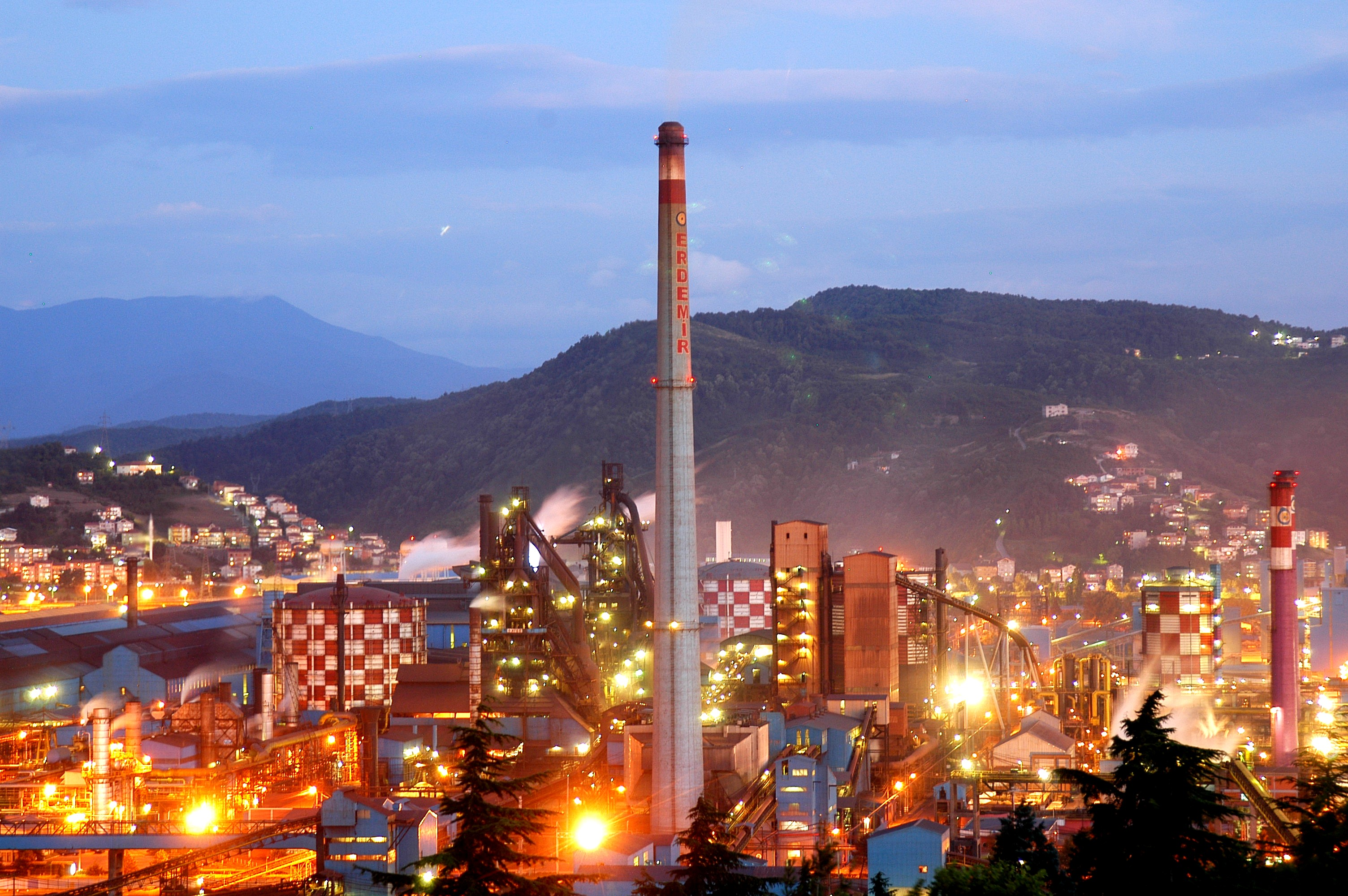
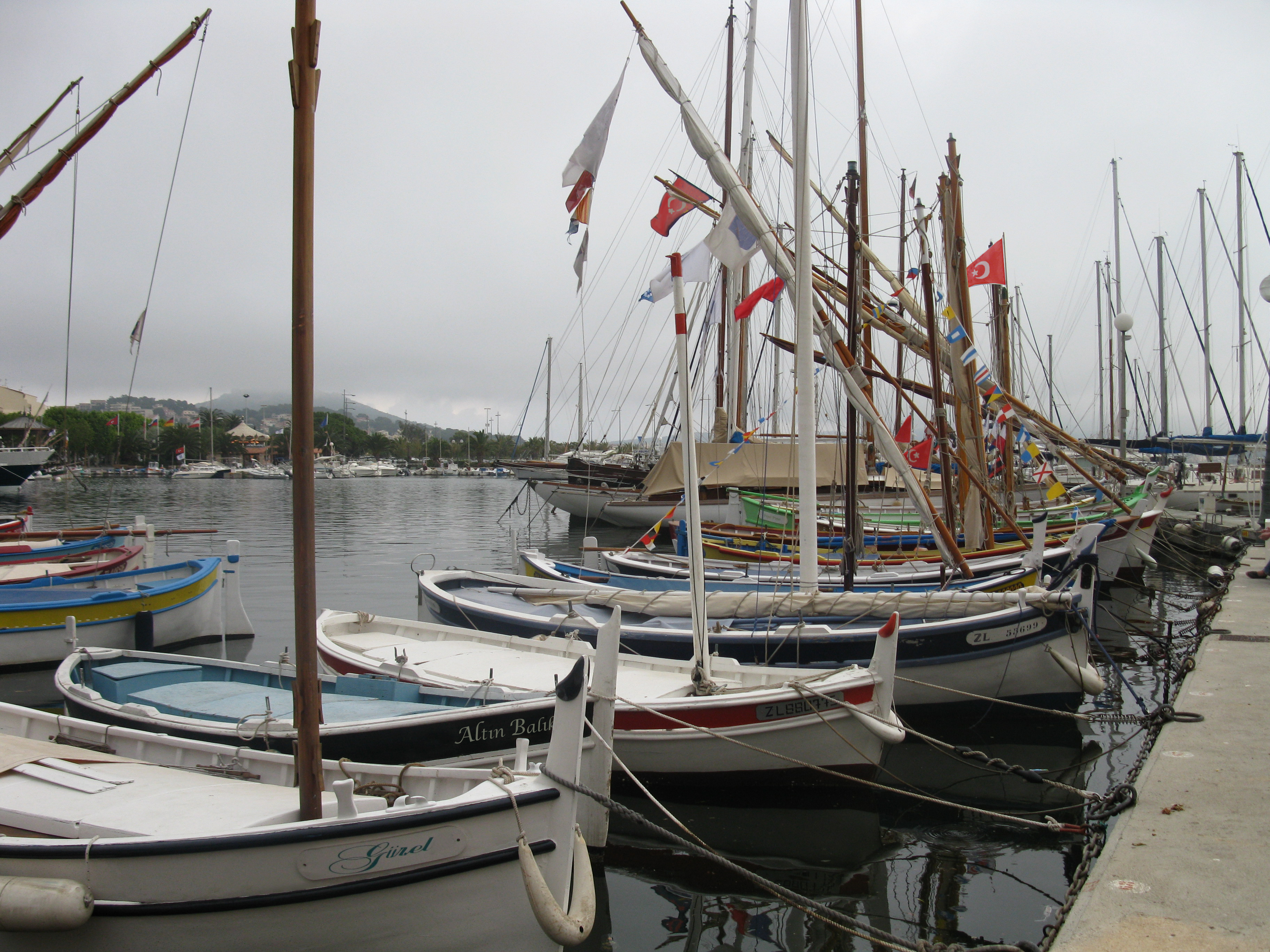

### Districten
| - Alaplı - Çaycuma - Devrek - Ereğli | - Gökçebey - Kilimli - Kozlu - Zonguldak |